# Премія НСКУ за найкращий ігровий фільм
Премії Національної спілки кінематографістів України за найкращий ігровий фільм — одна з номінацій щорічної кінематографічної премії, яку присуджує Національна спілка кінематографістів України з 2014 року за найкращий ігровий український фільм за підсумками року, що минув.

## Список лауреатів та номінантів
Лауреати виділені окремим кольором.

Значком ★ позначені фільм, що також стали переможцями у номінації Найкращий фільм року.
| Рік                     | Фільм                                   | Режисер(и) |
| ----------------------- | --------------------------------------- | ---------- |
| 2013                    |                                         |            |
| ★ «Хайтарма»            | Ахтем Сеїтаблаєв                        |            |
| «F63.9 Хвороба кохання» | Олена Дем'яненко, Дмитро Томашпольський |            |
| «Креденс»               | Валентин Васянович                      |            |
|                         |                                         |            |
| 2014                    |                                         |            |
| ★ «Плем'я»              | Мирослав Слабошпицький                  |            |
|                         |                                         |            |
| 2015                    |                                         |            |
| «Пісня пісень»          | Єва Нейман                              |            |
| «Гетьман»               | Валерій Ямбурський                      |            |
| «Загублене місто»,      | Віталій Потрух                          |            |
| «Captum» (з лат. Полон) | Анатолій Матешко                        |            |